# Bell-Irving River
Bell-Irving River är ett vattendrag i Kanada.   Det ligger i provinsen British Columbia, i den centrala delen av landet, 3 800 km väster om huvudstaden Ottawa.
I omgivningarna runt Bell-Irving River växer i huvudsak blandskog. Trakten runt Bell-Irving River är nära nog obefolkad, med mindre än två invånare per kvadratkilometer.